# Pembroke, Bermuda

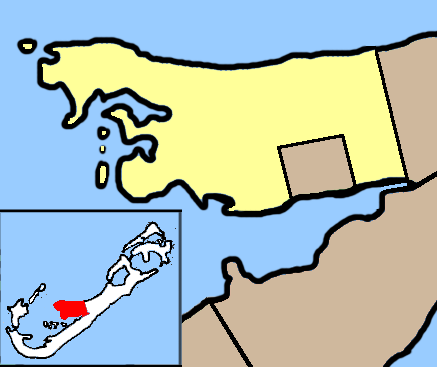
Pembrokes församling i Bermuda

Pembroke  är en församling (parish) i Bermuda. Pembroke hade 10 641 invånare, år 2012, på en yta av 4,7 km². I församlingen ligger halvön Spanish Point.